# Siervis

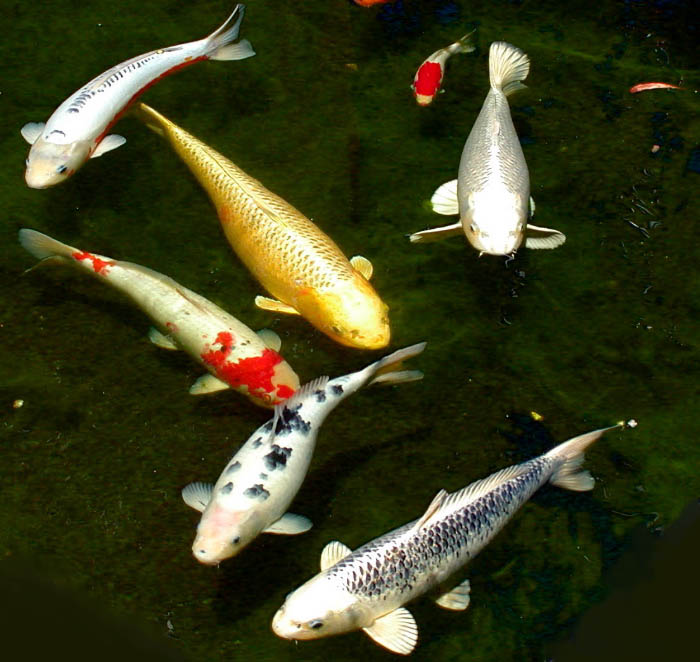
diverse
Koikarpers in vijver

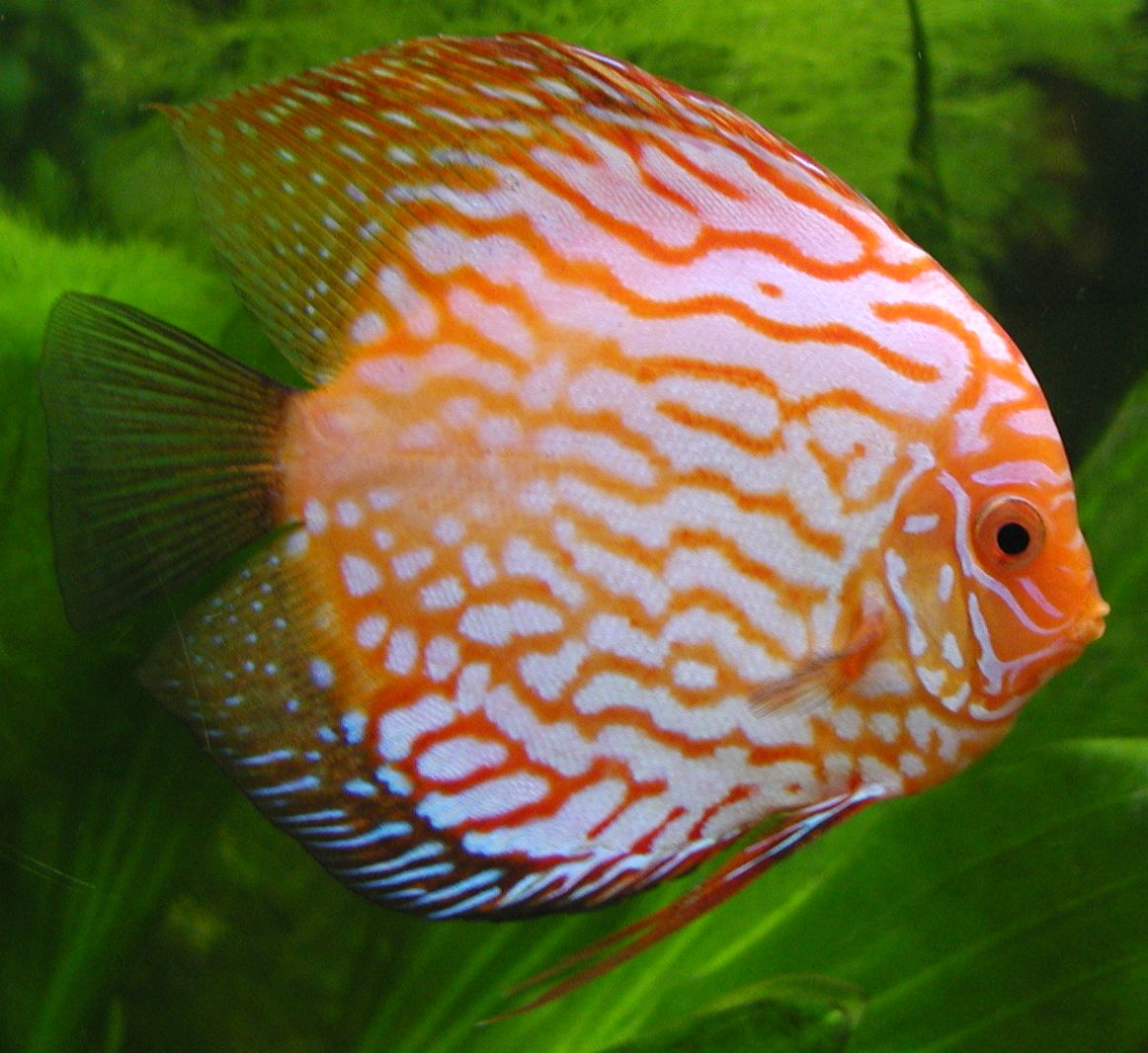
kweekvariant van de Symphysodon discus

Siervissen zijn vissen die om hun esthetisch belang verzorgd en gekweekt worden. De term "siervis" is geenszins vergelijkbaar met "aquariumvis" (vis die in een aquarium verzorgd wordt). Alle vissen die gehouden worden met het doel ze tentoon te stellen in zowel publieke als private kring worden siervissen genoemd. De term beperkt zich niet tot de "met afwijkingen gekweekte" varianten, zoals de uitbundig gesluierde goudvissen met uitpuilende ogen.

## Siervissen in het aquarium
Het prototype van de meest bijzondere zoetwateraquariumvis is de Discusvis Symphysodon discus, die pas met de techniek van de jaren 80 met succes in gevangenschap kweekbaar werd en na 1990 in diverse kleurvarianten (kweekvarianten) verkrijgbaar werd. Toch blijft de discusvis de moeilijkst verzorgbare en kweekbare zoetwateraquariumvis.
In de zoutwateraquaristiek zijn alle vissen prototypes, omdat ze tot op heden niet in gevangenschap kweekbaar zijn. Hierop slechts een paar uitzonderlingen: de Rifwachter en de kleine Anemoonvis (bekend van Finding Nemo).